# Alain Borner
Alain Borner (* 10. Mai 1932 in Genf; † 1. August 2019, heimatberechtigt in Versoix und Hägendorf) war ein Schweizer Politiker (FDP).

## Biografie
Borner besuchte die Handelsschule in Zürich, Genf und Lausanne. Von 1959 bis 1977 war er Kadermitarbeiter bei DuPont und arbeitet seit 1985 als freier Unternehmensberater.
Im Jahre 1954 trat er der FDP bei und präsidierte und restrukturierte von 1975 bis 1977 die Genfer Kantonalpartei. Von 1973 bis 1977 und von 1985 bis 1987 war er im Grossen Rat des Kantons Genf. Dazwischen war er von 1977 bis 1985 Genfer Staatsrat und stand dem Departement Volkswirtschaft und Militär vor. In seiner Amtszeit schuf er das kantonale Arbeitsamt und die Stellen der Beauftragten für Energie und Wirtschaft.
Von 1979 bis 1987 sass er im Verwaltungsrat der Swissair als Delegierter des Kantons Genf. Ein weiteres Verwaltungsratsmandat hatte er als Präsident des Verkehrsvereins Genf von 1990 bis 1994 und er war ab 1991 Präsident des ständigen Ausschusses der Internationalen Konferenz für Zivilluftfahrt (Air Forum).